# ستيفن جاكوبس
ستيفن جاكوبس (6 يونيو 1987 - ) هو لاعب كرة قدم بلجيكي في مركز الوسط. لعب مع بوروسيا مونشنغلادباخ وفاسلاند بيفيرين وفيربرودرينغ دندر إندرخت هكلغام ‏ وبيفيرين.

## وصلات خارجية
- ستيفن جاكوبس على موقع قاعدة بيانات كرة القدم.إي يو (الإنجليزية)